# Per Lundqvist (ishockeyspelare)
Per Lundqvist, född 24 januari 1951, är en svensk före detta ishockeyspelare som spelade för Modo AIK, där han för tillfället ligger tvåa i den interna målgörarligan med 257 mål, leder ligan gör Magnus Wernblom och Tommy Själin ligger trea. Per Lundqvist gjorde säsongen 1976-1977 33 mål på 36 matcher, och säsongen 1978-1979 vann han skytteligan i Elitserien, samma säsong vinner Modo SM-guld. I sin näst sista säsong (1981-1982) vinner han poängligan i Elitserien.
I Tre Kronor spelade han 57 landskamper och 7 B-landskamper. Han deltar i två internationella turneringar i OS 1980 och VM 1979 med två bärgade bronsmedaljer som resultat.

## Meriter
- SM-guld 1979
- EM-brons 1979
- VM-brons 1979
- OS-brons 1980
- Skytteliga vinnare Elitserien 1979
- Poängliga (mål+assist) vinnare Elitserien 1982

## Klubbar
- Modo AIK 1968-1983 Division 1/Elitserien